# Heitor Galant
Heitor Galant (? — ?) foi um político brasileiro.
Foi eleito deputado estadual, pelo PL, para a 38ª, 39ª e 40ª Legislaturas da Assembleia Legislativa do Rio Grande do Sul, de 1951 a 1963.